# 구로키 유타
구로키 유타(일본어: 黒木 優太, 1994년 8월 16일 ~ )는 일본의 야구 선수이자, 현 퍼시픽 리그 오릭스 버펄로스의 소속 선수(투수)이다.